# Francesco Maria Appendini
Francesco Maria Appendini (né le 4 novembre 1768, à Poirino, dans l'actuelle province de Turin, alors dans le royaume de Sardaigne, et mort le 30 janvier 1837) est un historien, pédagogue, linguiste et archéologue italien de la fin du XVIIIe et du début du XIXe siècle.

## Biographie
Poirino, la ville où il est né, faisait partie du royaume de Piémont-Sardaigne et Appendini reçut une première éducation dans son pays natal. Il étudia par la suite à Rome, entrant dans les ordres du Scolarum (Scolopj), une fraternité chrétienne vouée à l'éducation en Italie et dans les pays voisins.
Nommé professeur de rhétorique au collège du Scolarum à Raguse (l'actuelle Dubrovnik), il se forma en autodidacte à l'étude des langues slaves. L'invasion napoléonienne l'obligea dès lors à faire de la république de Raguse sa véritable patrie. On lui doit alors son principal ouvrage sur l'histoire et la littérature de la côte dalmate.
Après l'invasion française, Appendini parvint à sauver l'ordre de Scolopj et prit la direction du collège qui reçut pour mission de former les étudiants de l'ancienne république et de Kotor (Cattaro). Son frère, Urbano Appendini, y devint professeur de mathématiques.
En 1808, il publia une grammaire croate : Grammatica della lingua illirica.
En 1810, il écrivit De Praestantia et Venustate Linguae Illyricae, destiné à former un appendice au Dictionnaire des langues illyriennes du père Gioacchino Stulli de Raguse. Puis il entreprit un ouvrage (inachevé) sur l'origine des noms illyriens dans la géographie européenne.
En 1815, l'Autriche prit possession de l'Illyrie et les territoires de l'ancienne République furent incorporés à l'Empire autrichien. Appendini et son frère Urbano se rendirent à Vienne dans l'espoir de plaider auprès de l'empereur François Ier pour la création à Zadar (Zara) d'un institut de formation des maîtres pour la future Croatie. Ils furent entendus.
Appendini revint par la suite à Dubrovnik. Son frère demeura à Zadar, qu'il dirigea et où il mourut en 1834. Après quoi, Appendini retourna à Zadar occuper la place de son frère. Il y mourut en janvier 1837 et y fut enterré. L'un de ses anciens étudiants, l'avocat Antonio Casnacich, prononça son éloge funèbre.

## Œuvres
Appendini est l'auteur de Notizie Istorico-Critiche Sulla Antichità, Storia, e Letteratura de' Ragusei (deux volumes), dédicacé au sénat de Raguse et considéré généralement comme son meilleur ouvrage sur cette république.
- Dans le premier volume, paru en 1802 Lire en ligne, Appendini trace l'histoire des colonies grecques en Dalmatie (Épidaure) fondées au VIe siècle avant notre ère, celle des habitants de cette province romaine, des migrations de Thraces et de Grecs vers la côte Adriatique, et des guerres entre les Illyriens et l'Empire romain. Il en poursuit l'histoire au travers l'Empire byzantin, jusqu'à son époque.
- Dans le second volume, publié en 1803 Lire en ligne, Appendini traite de la littérature de la république de Raguse, autant pour les auteurs de langue latine que croate. Il présente ainsi :
  - Meletius, écrivain latin du XIIe siècle donnant l'histoire d'Épidaure et de Raguse.
  - Ludovico Cerva ou Cervano, surnommé Tuberone, auquel on doit De Turcarum origine, moribus et rebus gestis commentarius, publié à Florence en 1590.
  - Matthias Flaccus Illyricus (1520-1575), qui voyagea en Allemagne, théologien luthérien.
  - Luccari, à qui on doit, en italien, des annales de Raguse courant jusqu'à la fin du XVIe siècle.
  - Mavro Orbin (1563-1614) ou Fra Mauro Orbini, historien, auteur d'une histoire en italien des principautés slaves du Moyen Âge.
  - Marin Ghetaldi (1568-1626), mathématicien de réputation européenne, qui prit la succession de François Viète au début du XVIIIe siècle et fut l'ami de Galilée.
  - Eusebio Caboga, auteur latin d'annales de la république de Raguse et de biographies de ses évêques.
  - Giunio Resti, auteur italien d'annales de la république de Raguse.
  - Benedetto Orsinich, auteur d'une généalogie de la dynastie des Comnènes.
  - Anselmo Banduri (1675-1743), archéologue, numismate et bibliothécaire, auteur de l'Imperium Orientale.
  - Sebastijan Slade ou Sebastiano Dolci (1699 – 1777), franciscain, à qui on doit De Illyricae Linguae Vetustate et Amplitudine, publié à Venise en 1754 et I Fasti Letterarii- Ragusei, toujours à Venise en 1767.
- Roger Joseph Boscovich (1711-1787), mathématicien, physicien, astronome et philosophe.
  - Benedetto Stay (1714-1801), religieux, professeur à l'université La sapienza à Rome, fonctionnaire à la Curie romaine, auteur de deux poèmes philosophiques en latin.

On citera aussi, parmi les figures qu'Appendini ressuscite, le physicien Baglivi, et les auteurs latins Raimondo Cunich, Bernardo Zamagna, le cardinal Giovanni Stoiko, le juriste Simone Benessa, et le commerçant lettré Benedetto Cotrugli, ainsi que des poètes slaves comme Ivan Gundulić (Giovanni di Francesco Gondola).
On lui doit aussi :
- Memorie sulla vita, e sugli scritti di Giovanni Francesco Gondola. Raguse, 1827 — Sur Ivan Gundulić.
- Une traduction croate du code civil autrichien.
- De Vita et Scriptis Bernardi Zamagnae. Zara, 1830.
- La Vita e Esame Delle Opere del Petrarca
- Esame critico della questione intorno alla patria di s. Girolamo. Zara, 1833.

## Crédit d'auteurs
- (en) Cet article est partiellement ou en totalité issu de l’article de Wikipédia en anglais intitulé « Francesco Maria Appendini » (voir la liste des auteurs).